# Luiz Megale
Luiz Guilherme Megale (Ouro Fino, 19 de novembro de 1976) é um jornalista e radialista brasileiro. É âncora da Rádio BandNews FM. É formado em Jornalismo pela Universidade Presbiteriana Mackenzie.

## Biografia e carreira
Formado em Jornalismo pela Universidade Presbiteriana Mackenzie, iniciou no ramo ano 2000 como estagiário na rádio Jovem Pan, onde foi repórter por cinco anos e se especializou em coberturas internacionais. Em 2005, iniciou sua carreira no Grupo Bandeirantes de Comunicação, atuando no primeiro time de profissionais da recém-lançada BandNews FM, onde trabalhou com coberturas internacionais e apresentou jornalísticos ao lado de Mário Sergio Conti, Carlos Nascimento, André Luiz Costa e Luciano Dorin. Em 2006, passa a ser âncora do jornal matinal da emissora ao lado de Ricardo Boechat.
Entre 2009 e 2011, apresentou dois noticiários da manhã, inicialmente sozinho, posteriormente com Tatiana Vasconcellos e Eduardo Barão. No mesmo período, apresentou ao lado do jornalista Marcelo Duarte o programa de variedades É Brasil que Não Acaba Mais. Em agosto de 2011, torna-se correspondente do Grupo Bandeirantes em Nova Iorque, com ênfase na TV.
Em 2013, retorna ao Brasil a convite do Grupo Bandeirantes para formatar o projeto de um novo telejornal para as manhãs da Rede Bandeirantes. O Café com Jornal entra oficialmente no ar em 5 de maio de 2014, inicialmente com ancoragem ao lado de Aline Midlej. Em 2015, retorna ao rádio no programa Rádio Livre na Rádio Bandeirantes. Em 2017, passa a ancorar o jornalístico RB News na mesma rádio. Em julho de 2018, é deslocado para o programa 90 Minutos, em substituição a José Luiz Datena que havia se tornado pré-candidato ao Senado por São Paulo. Com o posterior retorno de Datena, Megale permaneceu no programa. Com o fim do Café com Jornal e do 90 Minutos, Megale passou a ficar apenas na BandNews FM, onde atualmente apresenta dois noticiários, ambos pela manhã: o Jornal BandNews 1° Edição e o BandNews São Paulo 1° Edição, ambos junto de Carla Bigatto e Sheila Magalhães.

## Prêmios
Prêmio Comunique-se
- Categoria Oracle do Apresentador/Âncora (Rádio) - BandNews FM (2011[9])